# Al-Hachr
Al-Hashr  (arabe : سُورَةُ ٱلْحَشْرِ, français : L’Exode) est le nom traditionnellement donné à la 59e sourate du Coran, le livre sacré de l'islam. Elle comporte 24 versets. Rédigée en arabe comme l'ensemble de l'œuvre religieuse, elle fut proclamée, selon la tradition musulmane, durant la période médinoise.

## Origine du nom
Bien que le titre ne fasse pas directement partie du texte coranique, la tradition musulmane a donné comme nom à cette sourate L’Exode, en référénce à la période où cette sourate a été révélée : l'expulsion des Banu Nadir, riches juifs de Médine, par Mahomet et ses proches.

## Historique
Il n'existe à ce jour pas de sources ou documents historiques permettant de s'assurer de l'ordre chronologique des sourates du Coran. Néanmoins selon une chronologie musulmane attribuée à Ǧaʿfar al-Ṣādiq (VIIIe siècle) et largement diffusée en 1924 sous l’autorité d’al-Azhar,, cette sourate occupe la 101e place. Elle aurait été proclamée pendant la période médinoise, c'est-à-dire schématiquement durant la seconde partie de la vie de Mahomet, après avoir quitté La Mecque. Contestée dès le XIXe par des recherches universitaires, cette chronologie a été revue par Nöldeke,, pour qui cette sourate est la 102e.
Nöldeke et Schwally ont considéré que cette sourate a pu être composée en une fois. Bell, quant à lui, voit une composition en deux étapes pour les versets 11-17. Un texte ancien serait formé des versets 11-12 et 16-17. Un texte plus récent serait formé des v. 13-15.

## Interprétations

### Versets 2-10: expulsion et exode
Bell et Blachère, à la suite des traditions musulmanes, considèrent que ce passage évoque l’expulsion d’une tribu juive de Médine. Il n’y a pas d’unanimité sur l’identité de cette tribu ; le verset 5, faisant implicitement référence aux Banu Nadir, pouvant être une interpolation. En l’absence de nom propre, « ces interprétations tardives restent fortement sujettes à caution ».
Le v.2, qui est à l'origine du titre de cette sourate, est plus long que les autres versets. Cela a poussé Bell à y voir une interpolation en son sein. Le terme al-hashr est peu clair. S'il a été traduit par les exégètes musulmans comme signifiant « pour la première expulsion/émigration», il doit certainement être compris, comme aillleurs dans le Coran, dans son sens eschatologique de « Rassemblement ».
La traduction de Blachère « en prélude à leur rassemblement [pour le Jugement dernier] » est donc certainement plus exacte. Cela pose la question de l’interprétation de ce passage, entre épisode historique et texte eschatologique évoquant le Jugement dernier. Les versets suivants seraient alors un ajout plus tardif.

Texte de la sourate (Coran datant de 1874)
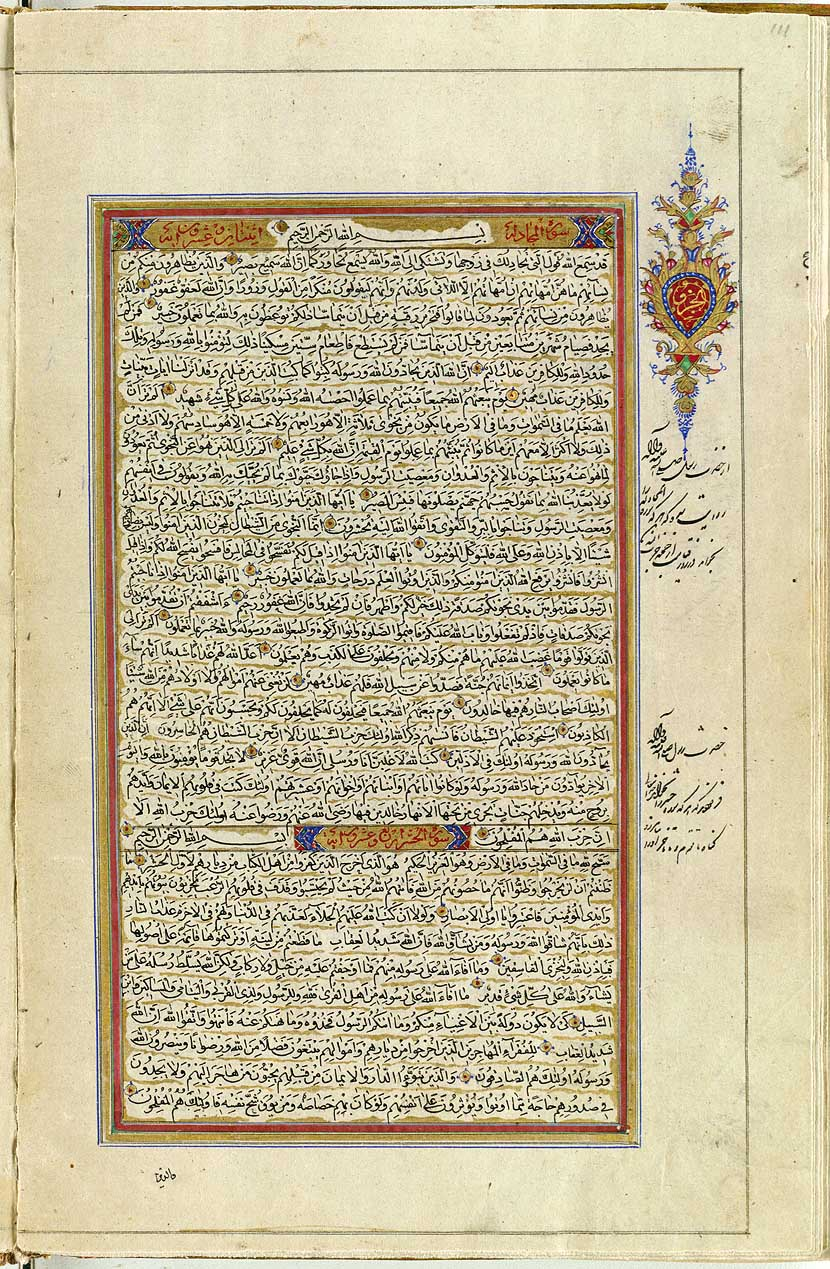
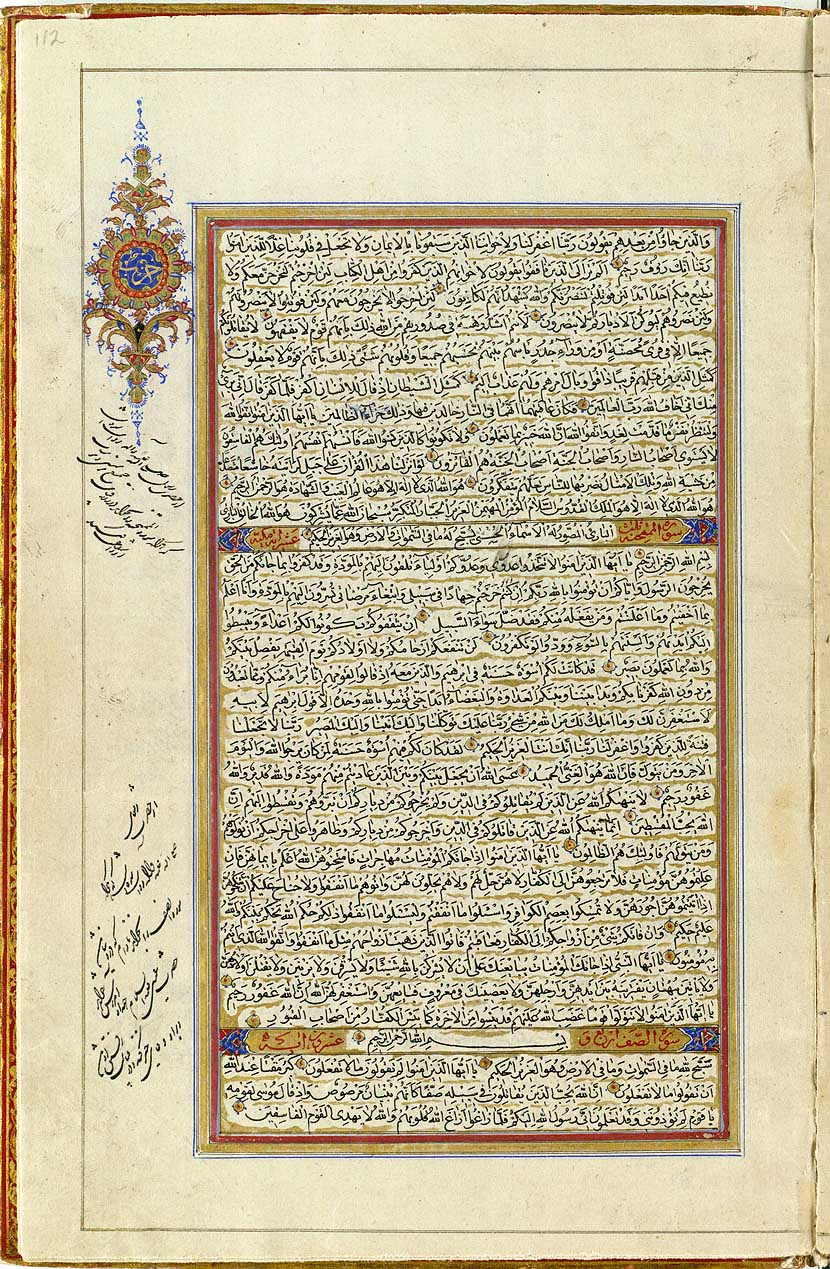